# Mulheres na Guerra da Independência (México)
O estudo do papel das mulheres nas diferentes etapas do movimento de Independência do México (1810-1821) é recente. Os mais conhecidos são os de Josefa Ortiz de Domínguez, a Corregidora, e o de Leoa Vicario. Os historiadores sobre o tema têm encontrado vários papéis das mulheres que participaram no conflito do lado dos insurgentes: como acompanhantes dos diferentes exércitos insurgentes, em especial os de Miguel Hidalgo e José María Morelos; como correio e outras atividades de espionagem, como contrabandistas de armas, como sedutora –tratando de convencer a militares realistas que mudassem de bando- e como reféns, para obrigar a seus familiares a se render ou atuar de determinada maneira.

## Ambiente
No final do século XIX só os 20% da população mexicana sabia ler.  É de supor-se que em Nova Espanha a percentagem era menor em especial entre as mulheres. Como explica a historiadora Josefina Muriel: “Nos terrenos da cultura, eram-lhe praticamente vedados aqueles que fossem para além do ensino elementar. Não tinha para ela colégios de estudos superiores nem por tanto possibilidades de rendimento à Universidade.”  A forma de transmitir notícias era verbal, face a cara, salvo os bandos oficiais. Por isso, investigadores como Natividad Gutiérrez, trabalham em torno da hipótese de que a atuação das mulheres esteve estreitamente relacionada com a de sua família, em especial de seu cônjuge, e do grupo social ao que pertenciam. Por exemplo, os crioulos levantaram-se motivados pela desigualdade que em matéria de postos públicos implicava ser espanhol peninsular ou espanhol americano (crioilo), a quem estava vedado o acesso às posições mais elevadas da administração.

## As Casas de Recolhidas na guerra de independência

Campanha de Hidalgo

Campanha de Morelos

As casas de recolhidas ou de as arrependidas eram instituições que recolhiam às mulheres para que deixassem o exercício público da prostituição. Por iniciativa de Isabel a Católica, teve-as em Espanha. Em 1526 fundou-se a primeira na Espanhola, hoje Santo Domingo e acha-se que em Nova Espanha teve outra, mas não se tem uma data exata. A evidência histórica data de 1573.
Ana de Soto, logo Ana de San Jerónimo, disse em 1573, ao receber de Pedro Moya de Contreras, Arcebispo eleito de México, o cargo de abadessa do recolhimento de Jesus da Penitência, que procurava “mudar os valores que as tinham movido para um tipo de vida, mas sem que sua capacidade de amor se frustrasse, dantes se realizasse num amor a Deus tão pleno, que esquecidas de todo o anterior…”
“O recolhimento de Jesus da Penitência converteu-se em convento em 1667, mas criaram-se novas casas de recolhidas durante os séculos XVII e XVIII, na capital e cidades maiores do vice-reino.” O pesquisador Barry Matthew Robinson encontrou que “O âmbito de sua missão se ampliou gradualmente, já que foi da recuperação das prostitutas ao asilo de mulheres pobres ou divorciadas, e ao encarceramento das que infringiram as normas sociais. As mulheres podiam inscrever-se voluntariamente ou ser enclausuradas após uma petição de seu esposo ou a ordem de um juiz. Parece que durante o século XVIII as casas de recolhidas chegaram a ser mais parecidas a cárceres para mulheres. Após o início da guerra de independência, a prática de recolhimento tomou um propósito novo, e abertamente político: o controle das mulheres e famílias rebeldes.”
Sabe-se que 114 mulheres recolhidas foram encarceradas durante o período de luta. O 55% delas tinha relação de parentesco ou sentimental com algum insurgente. “Algumas delas reclamaram que não tinham participado diretamente na insurgência ou que tinham sido forçadas a apoiar aos insurgentes ou a ser amantes de um líder rebelde. Outras admitiram que tinham ajudado às tropas insurgentes, mas afirmaram que o parentesco justificava suas ações e que não mereciam o recolhimento.”  Para os chefes do exército realista as casas de recolhidas foram um lugar de reclusão tanto para mulheres que apoiaram aos insurgentes como para as que eram familiares de alguém que queriam que se entregasse e deixasse as armas. Também as usaram para as trocar por reféns.

## O caso de Vicente Vargas, sua esposa e sua amante
Entre os casos estudados por Robinson destaca o do insurgente Vicente Vargas. Em 1817 Mónica Salas, a esposa de Vargas, foi enclausurada na casa de recolhidas La Magdalena, em Puebla, junto com dois de suas filhas e duas netas. Ao que parece, o objectivo era que Vargas depusesse as armas e aceitasse o indulto real, coisa que ocorreu em 22 de janeiro de 1818. Seus familiares foram libertadas.
Em setembro de 1819, Vargas voltou à luta. Em outubro desse mesmo ano foi capturado e fuzilado. Posteriormente, a sua amante Rafaela Morais e outras quatro mulheres que acompanhavam à tropa foram sentenciadas a quatro anos de reclusão e trabalho, também na Magdalena. “De modo que enquanto a reclusão de sua esposa possivelmente servia como instrumento para forçar a cooperação de Vargas, a sentença de seu amante era claramente um castigo à mulher mesma”, concluiu Robinson.

## Iturbide e as mulheres de Pénjamo
O próprio Robinson refere o caso de Agustín de Iturbide, quando encabeçava ao exército realista na contramão do movimento de Morelos: “recolheu a mais de 100 mulheres do povo insurgente de Pénjamo em 29 de novembro de 1814 e mandou-as a casas de recolhidas em Guanajuato e Irapuato. Evidentemente libertaram-se a algumas delas após um curto tempo, mas em fevereiro de 1818 ainda pelo menos 16 delas continuavam enclausuradas em Guanajuato e um número desconhecido em Irapuato... Durante sua reclusão, algumas dessas prisioneiras tomaram um papel de liderança na casa de recolhidas. Escreveram súplicas a um oficial anónimo pedindo sua libertação e a das outras mulheres enclausuradas na instituição… Anotaram ademais que as prisioneiras recém cativas receberam pouca comida, insultos e ainda açoites durante a longa marcha à casa de recolhidas.”

## Mulheres com participação reconhecida
Em 1910, como parte das festas do Centenário, Genaro García, director do Museu Nacional de História, Arqueologia e Etnologia do México, supervisionou a publicação de uma coleção documental de sete volumes sobre a época da Independência (Documentos históricos mexicanos). Um volume contém documentos relacionados com a participação das mulheres nas rebeliões. Sua conclusão foi “até a data, é verdadeiro que ainda os nomes das mulheres insurgentes mexicanas são desconhecidos, com a excepção de dona Leona Vicario, dona Josefa Ortíz de Domínguez, e algumas outras.” Pouco a pouco vão aparecendo as personagens femininas da luta. Os casos com evidência histórica de sua existência estão incluídos nas seguintes listagens:

### Movimento deMiguel Hidalgo e Costilla

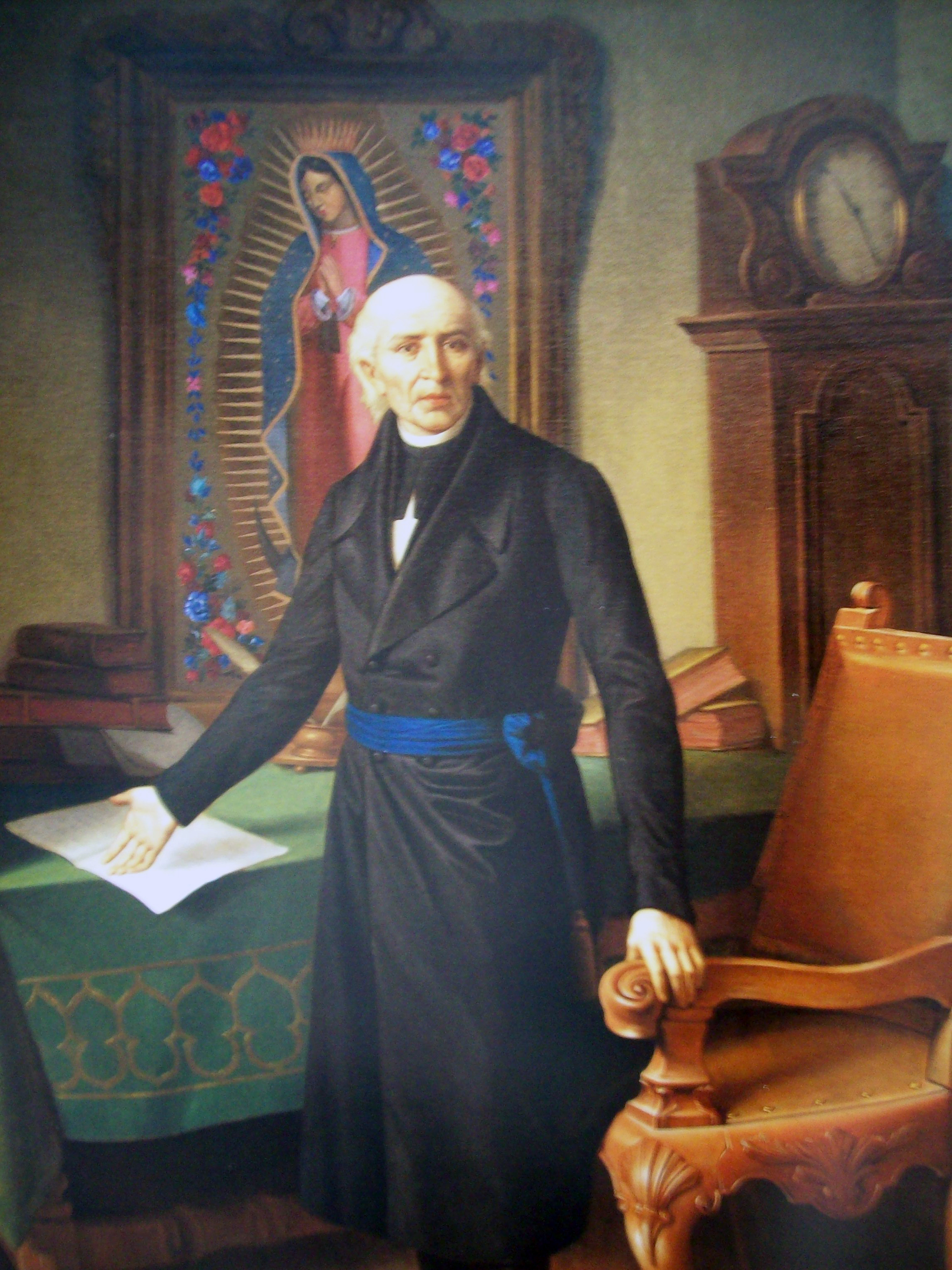
Miguel Hidalgo recebeu o apoio feminino em seu movimento

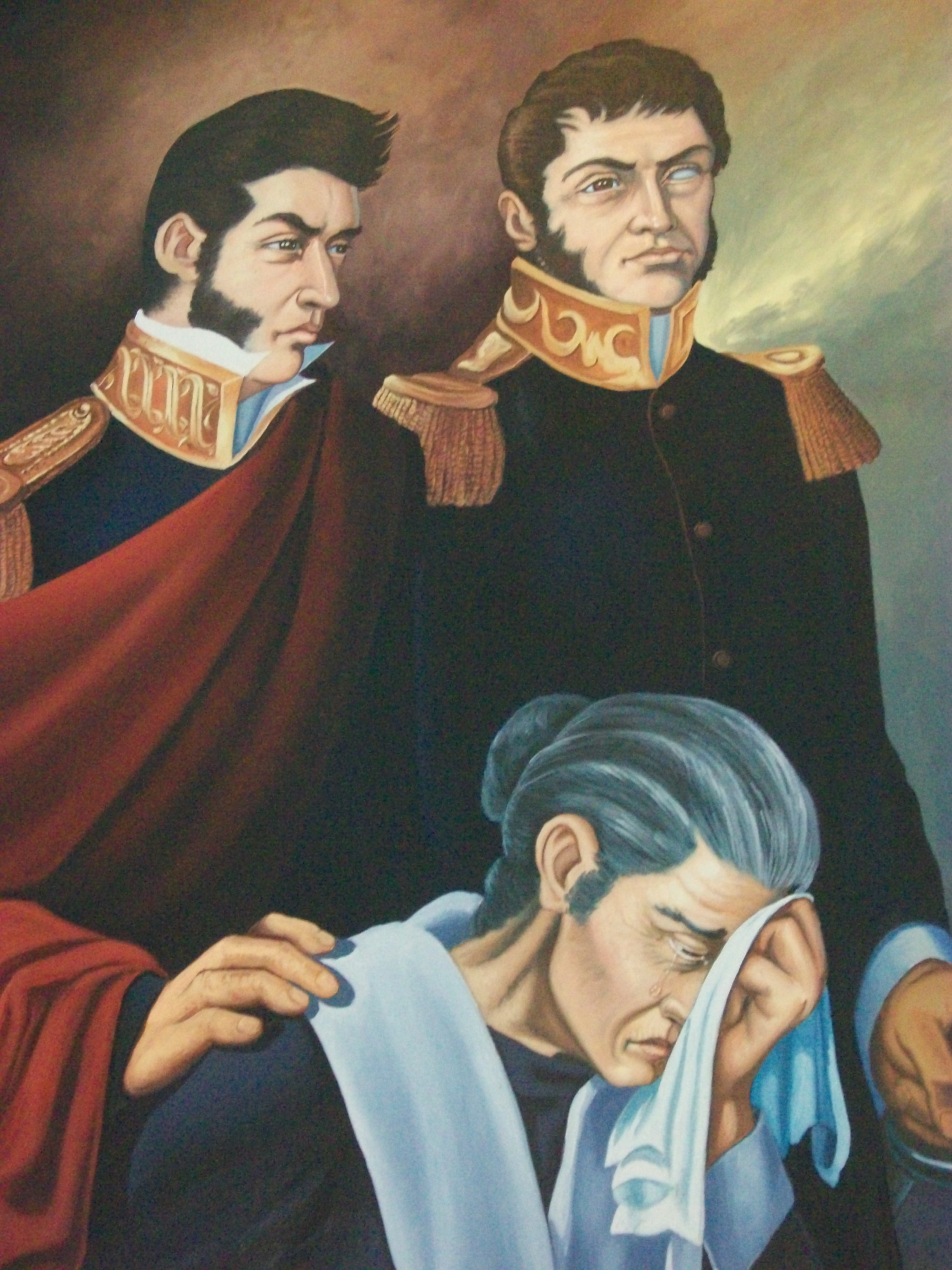
Óleo de Rafaela López Aguado de López Rayón com Ignacio e Francisco López Rayón, dois de seus filhos

1. María Gertrudis Armendáriz. Esposa de Manuel Hidalgo e Costilla. Foi acompanhante.
2. Carmen Camacho. Persuadiu a soldados realistas de que se voltassem insurgentes. Foi fuzilada.
3. María Josefa Huerta e Escalante. Teve parentesco com Manuel Lino Villalongin. Trabalhou como mulher-correio e tratou de convencer a um oficial realista de mudar de bando.
4. Rafaela López Aguado de López Rayón. Seus quatro filhos participaram na luta de independênciaː Ignacio e Francisco López Rayón são os mais mencionados. Também lutaram Ramón, José María e Rafael. Negou-se a mudar a vida de seu filho Francisco pela rendição e perdão de seus outros ramos.
5. María Josefa Marmolejo de Aldama. Esposa de Ignacio Aldama. Seu papel foi de confronto verbal com realistas.
6. María Josefa Martínez Navarrete. Teve parentesco com José Villaseñor. Mulher-correio.
7. María Micaela Monroy. Esposa de Cristóbal Cruz Manjarrez. Recebeu com seu esposo ao exército insurgente em Toluca.
8. Marcela n.d. Mulher-correio de Rayón.
9. María Josefa Natera. Participou no movimento. Condenada a um ano de reclusão no convento de Santa Rosa de Querétaro e a uma multa de 300 pesos.
10. Manuela "a Cohetera" Menino. Em sua casa de reuniam-se os legos insurgentes juaninos de San Luis Potosí a planear a independência.
11. Josefa Ortiz de Domínguez. Esposa de Miguel Domínguez. Conspiradora de Querétaro.
12. María Ubalda Sánchez. Presa libertada, em Toluca uniu-se a seu exército.
13. Mariana Rodríguez do Touro. Encabeçou uma conspiração para sequestrar ao vice-rei Francisco Xavier Venegas
14. Ana Villegas. Instigou à insurreção em Chicontepec.

### Movimento deJosé María Morelos

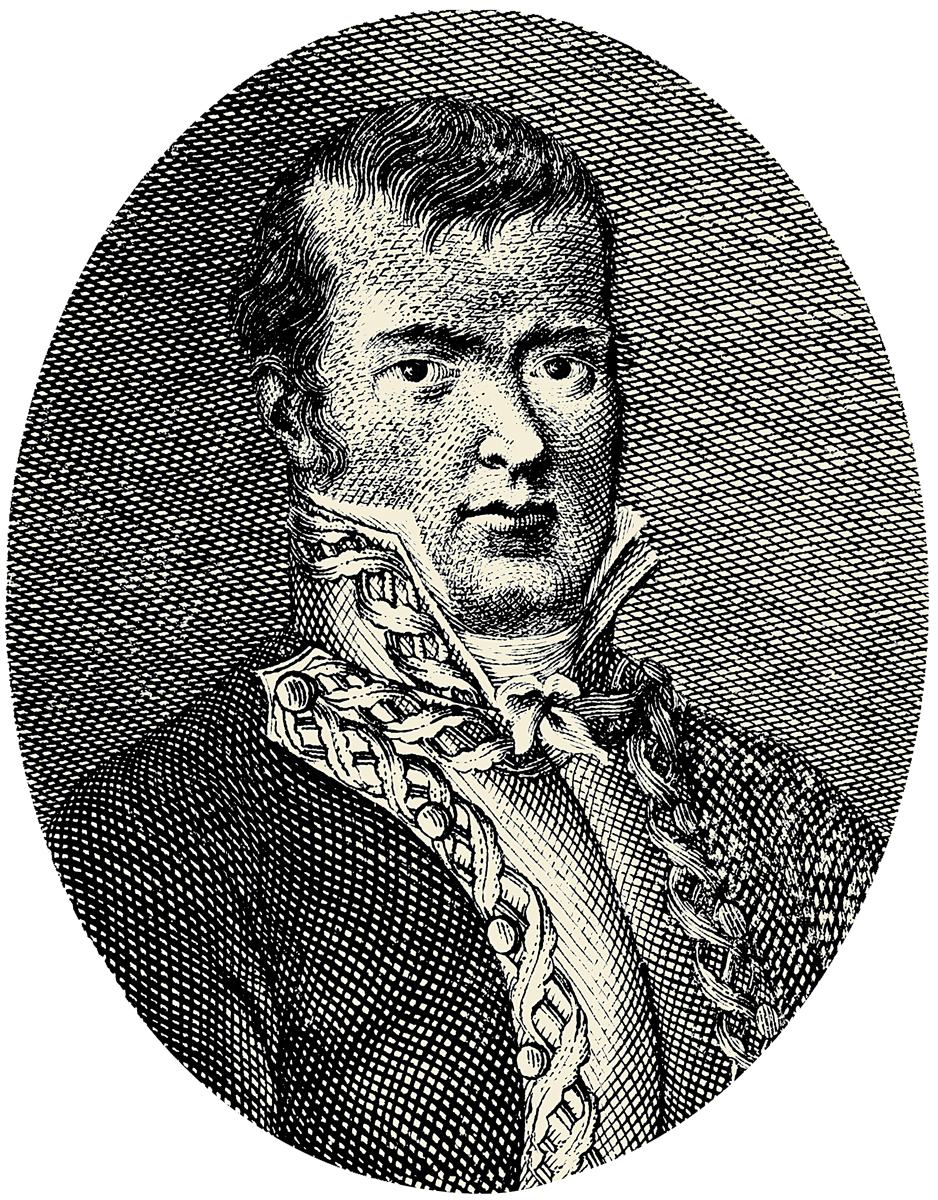
José María Morelos, aqui num gravado depositado na Biblioteca Nacional, UNAM, contou com o apoio feminino durante seu movimento

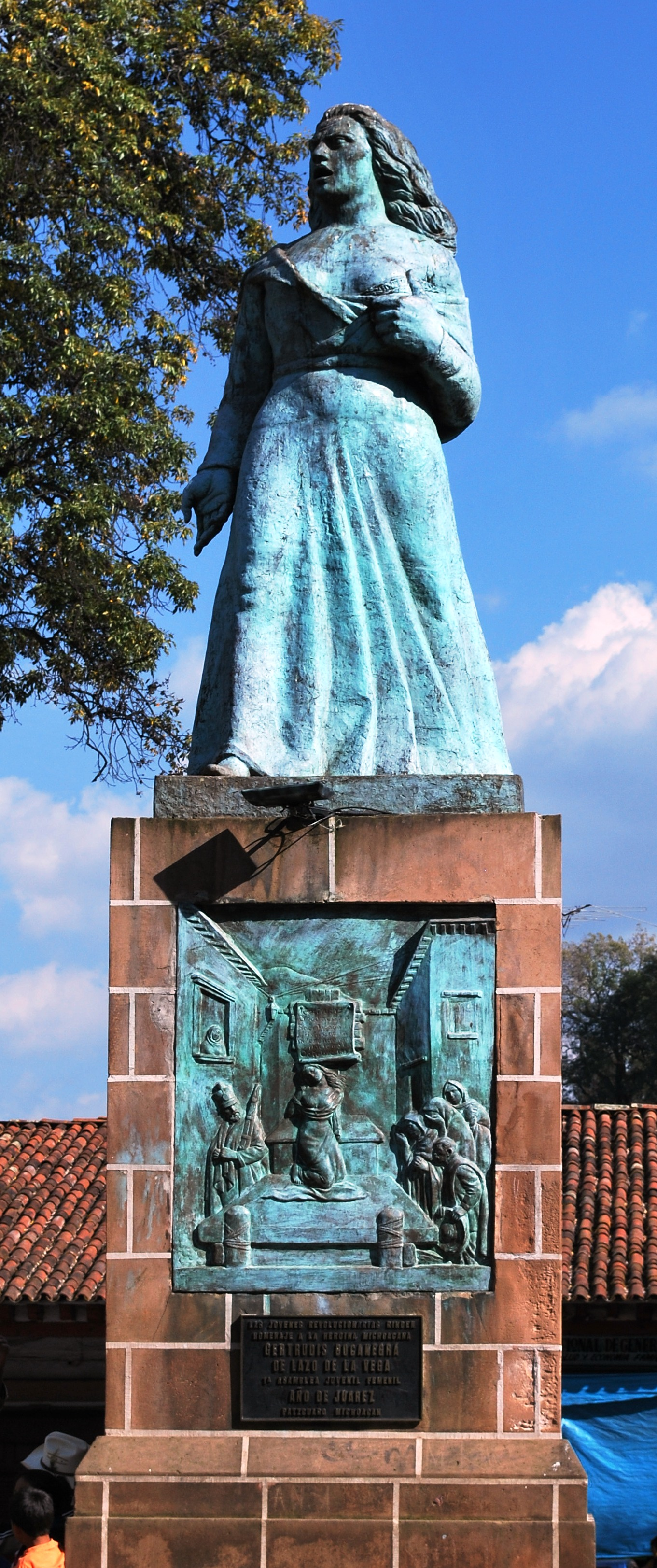
Estátua de Gertrudis Bocanegra em Patzcuaro. Ela tem relativamente mais reconhecimento que outras mulheres que participaram na luta pela independência

1. Brígida Almonte. Casal de Morelos. Mãe de Juan Nepomuceno Almonte. Acompanhante Supostamente morreu de parto.
2. Gertrudis Bocanegra. Esposa de Pedro Advíncula da Vega. Mulher-correio.
3. Gabriela Carrasco. Irmã de Agustín Carrasco e casal Cayetano López, ambos capitães. Acompanhante.
4. María Tomasa Esteves e Sala. Persuadiu a soldados realistas de que se voltassem insurgentes. Foi fuzilada junto com seu filho.
5. Ana María García de Trespalacios. Esposa do Coronel José Félix Trespalacios. Sem estudos de advocacia, evitou que seu marido fosse sentenciado a morte.
6. Francisca Marquina de Ocampo. Esposa de Antonio Pineda. Acompanhante.
7. María Luisa Martínez. Esposa de Esteban García Vermelhas, pequeno comerciante. Dava víveres e recursos, actos de espionagem,
8. María Andrea Martínez. A campanera. Esposa de Domingo Domínguez. Acompanhante capturada pelos realistas, sobreviveu por estar grávida.
9. Manuela Medina ou Molina. A capitã. 7 ações de guerra à frente de seus ginetes, fizeram fugir aos realistas.
10. Altagracia Mercado, "Heroína de Huichapan". Doou dinheiro e homens.
11. María Dores Morán. Teve parentesco com Manuel Chávez. Presa por ser familiar do insurgente Julián Villagrán.
12. Isabel Moreno. A Pimpinela. Favorável à causa de a Independência, em disputa com a realista Ana Jaso, levantou as roupas para dar-lhe nalgadas.
13. Magdalena n.d. Enfermeira. Fazia cartuchos.
14. Antonia Nava, "A Generala". Disposta a doar seu corpo para que os soldados de Nicolás Bravo o comessem. Ao enviudar, disse a Morelos: “Não venho a chorar; não venho a lamentar a morte de meu esposo; sei que cumpriu com seu dever; venho a trazer quatro filhos; três que podem servir como soldados, e outro que está garoto será tambor e substituirá a seu pai.”
15. Leoa Vicario. Esposa de Andrés Quintana Roo. Acompanhante, escritora, jornalista.

### Movimentos de outros líderes

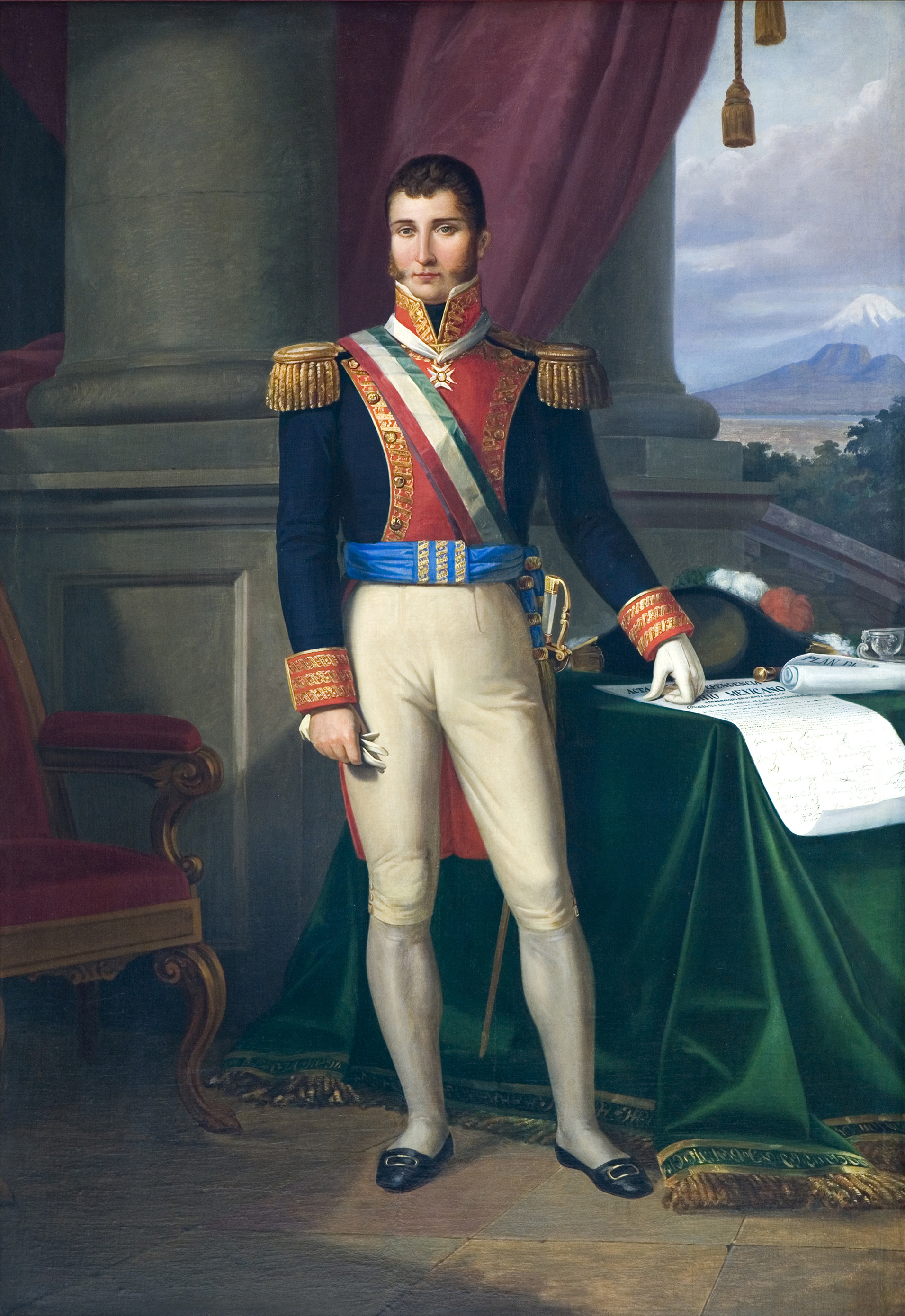
Agustín de Iturbide participou em duas etapas da guerra de independência de Méxicoː na primeira, como militar realista reprimiu aos participantes do movimento, como às mulheres de Pénjamo. O a última, como líder do Exército Trigarante, a consumou

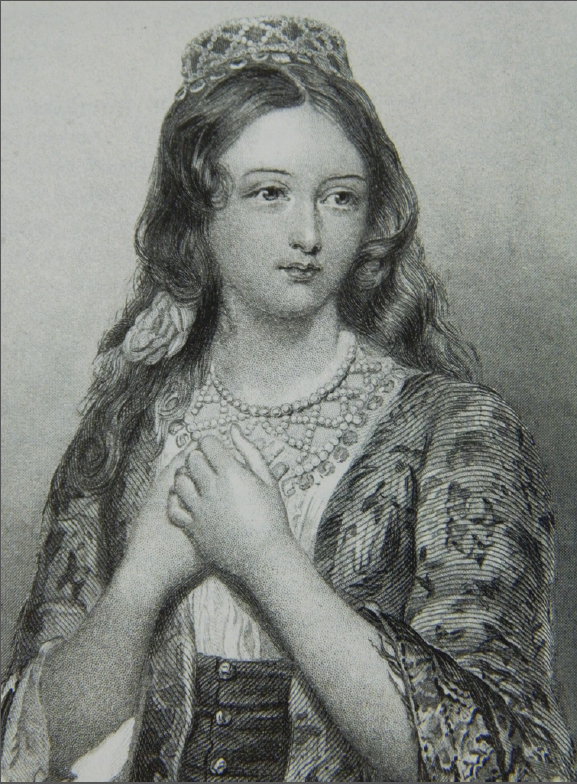
Ao que parece, a Güera Rodríguez foi activista a favor da consumação da independência baixo o comando de Agustín de Iturbide

1. María Bernarda Espinoza. Acusada de seduzir a militares realistas.
2. María Herrera. Pertenceu ao grupo insurgente de Mina. Acusada de seduzir a militares realistas.
3. Ana María Machuca. Presa em Irapuato por actividades revolucionárias.
4. María Josefa Martínez. Esposa do insurgente Miguel Montiel. As a morte de seu marido pelos realistas, ela se vestiu com traje masculino e à frente de um grupo de rebeldes sustentou vários combates com o inimigo. Foi feita prisioneira e condenação a prisão perpétua na casa de reclusão de Povoa.
5. María Luisa de Martínez García Vermelhas. Esposa de Esteban García Vermelhas (a) O Jaranero. Mulher correio.
6. Isabel Moreno, A Pimpinela. Favorável à causa de a Independência, em disputa com a realista Ana Jaso, levantou as roupas para dar-lhe nalgadas.
7. Trinidad e Ana María Ortega. Em 1815 foram surpreendidas com as armas nas mãos nos campos de batalha, feitas prisioneiras condenou-se-lhes a morte, pena comutada por corrente perpétua. Foram indultadas pelo vice-rei Juan Ruiz de Apodaca.
8. Rita Pérez Jiménez de Moreno. Esposa de Pedro Moreno. Enfermeira, cozinheira. Foi parte do grupo insurgente do seu marido.
9. María Ignacia Rodríguez de Velasco, Güera Rodríguez. Iturbide. Ao que parece, foi insurgente activa na etapa da consumação da Independência, mas há controvérsia sobre sua participação.